# Behavioral Analysis Unit
Pour les articles homonymes, voir BAU.
La Behavioral Analysis Unit (BAU) ou Unité d'analyse comportementale est une composante du National Center for the Analysis of Violent Crime, département du Federal Bureau of Investigation américain. Elle utilise les sciences comportementales dans ses enquêtes criminelles.

## Dans la culture populaire
- Dans la série TV Esprits Criminels créée par Jeff Davis, une équipe de profileurs issue du DSC (département des sciences du comportement) sont chargés d'enquêter sur les criminels et tueurs en série.